# نيكولا سميث
نيكولا سميث (بالإنجليزية: Nicola Smith)‏ هي مُدرسة بريطانية، ولدت في 28 أبريل 1949 في لندن في المملكة المتحدة.